# Povia
Giuseppe Povia, noto semplicemente come Povia (Milano, 19 novembre 1972), è un cantautore italiano, vincitore del Festival di Sanremo 2006 col brano Vorrei avere il becco.
Povia viene spesso considerato una figura atipica nel mondo della canzone italiana; se da un lato ne vengono apprezzate le capacità di composizione e la profondità dei testi, dall'altro lato viene spesso attaccato e criticato per le sue controverse opinioni.
Durante la sua carriera ha conquistato 8 dischi di platino e 3 dischi d'oro, oltre a detenere il record di maggior numero di settimane consecutive alla posizione numero 1 nelle classifiche nazionali con I bambini fanno "ooh...".

## Biografia
Dopo aver partecipato a varie manifestazioni canore, conosce l'autore Giancarlo Bigazzi che, insieme ad Angelo Carrara produce il suo primo disco singolo dal titolo È vero (etichetta Target). Pubblica quindi altri due singoli, Zanzare e Intanto tu non mi cambi, incisioni che non hanno grande risonanza. Nel 2003 il cantautore vince la quattordicesima edizione del Premio Recanati con la canzone Mia sorella, incentrata sul tema della bulimia.
Due anni dopo, nel 2005, non è ammesso al Festival di Sanremo per aver già eseguito in pubblico, durante la stessa manifestazione di Recanati, la canzone che avrebbe voluto portare in gara: I bambini fanno "ooh...". Il conduttore e direttore artistico del Festival Paolo Bonolis, tuttavia, gli permette comunque di presentarla, abbinandola a un'iniziativa benefica per i bambini del Darfur, legata a quella stessa edizione del Festival (il progetto Avamposto 55, che prevedeva la costruzione di un ospedale e una scuola a Nyala). La canzone fa così da sottofondo ai filmati, per essere poi presentata durante l'ultima serata. Il brano è rimasto al n. 1 nella hit parade italiana per 20 settimane (di cui 19 consecutive), e ha vinto sette dischi di platino. Deltadischi e Target gli hanno assegnato il riconoscimento per aver superato le 210.000 copie vendute del singolo I bambini fanno "ooh…".
Un altro riconoscimento lo riceve da Sony Music per il record di download digitali (350.000) e come brano più scaricato dai cellulari (500.000 download). Il brano I bambini fanno "ooh…" è tradotto in lingua spagnola e diviene il leitmotiv di uno spot pubblicitario trasmesso da Telecinco nel settembre 2005 a favore della campagna di sensibilizzazione per Il diritto del bambino ad essere bambino, contro lo sfruttamento e l'abuso infantile. Il pezzo è stato pubblicato inoltre in rotazione sui maggiori network tedeschi e il singolo e l'album sono stati commercializzati anche sul mercato tedesco. A marzo 2005 Povia ha pubblicato il suo primo album Evviva i pazzi... che hanno capito cos'è l'amore (titolo tratto da un verso del testo di I bambini fanno "ooh"...), che, con oltre 100.000 copie vendute, gli ha fruttato il disco d'oro. Dall'album sono stati pubblicati anche i singoli Fiori, Chi ha peccato e Non è il momento. A settembre dello stesso anno, all'album discografico si è accompagnato un libro edito da Salani con illustrazioni inerenti al testo della canzone I bambini fanno "ooh…" che accenna, nel testo, a «un fumetto di strane parole».
Nel 2006 è di nuovo presente al Festival di Sanremo, questa volta in gara nella categoria dei big, con il brano Vorrei avere il becco, col quale vince la competizione canora piazzandosi davanti ai Nomadi nella serata finale del 4 marzo. Al termine del concorso pubblica il suo secondo album, I bambini fanno "ooh..." la storia continua.... Da questo disco sono tratti i singoli Ma tu sei scemo (pubblicato il 5 maggio 2006), Irrequieta (pubblicato il 7 luglio 2006) e T'insegnerò (scritto per la figlia Emma, con citazione da Luis Sepúlveda nel verso Vola solo chi osa).
Il 12 maggio 2007 partecipa al Family Day, svoltosi in piazza di Porta San Giovanni a Roma, affermando in quell'occasione che l'approvazione dei DICO avrebbe sottratto fondi alle famiglie tradizionali. Il 5 ottobre 2007 pubblica l'album La storia continua… la tavola rotonda, dal quale viene estratto come primo singolo il brano È meglio vivere una spiritualità.
Il 2008 si apre con l'esclusione al Festival di Sanremo: la canzone Uniti, proposta in coppia con Francesco Baccini, viene bocciata dalla commissione selezionatrice. Amareggiato per l'esclusione, Povia fa partire dal suo blog di MySpace una polemica contro il festival di Pippo Baudo, definito "tornacontocratico", e comincia a organizzare, insieme al collega Baccini, una "contromanifestazione" musicale denominata Independent Music Day che si è svolta in piazza a Sanremo il 27 febbraio, giorno in cui il festival si era fermato per lasciare lo spazio al campionato di calcio. Nello stesso anno riceve il Leone d'Argento alla carriera per la musica, all'interno della manifestazione Gondola d'oro.
Nel 2009 partecipa al suo secondo Festival di Sanremo e si classifica al secondo posto con la canzone Luca era gay, vincendo anche il premio Premio Sala Stampa RadioTV. L'anno dopo è nuovamente al centro delle polemiche per la scelta di portare al Festival di Sanremo 2010 il brano La verità, ispirato alla vicenda di Eluana Englaro. Il brano, inizialmente sospettato di essere contrario all'eutanasia, si rivela in realtà non schierato a favore o contro la "dolce morte", tanto da suscitare persino una critica dal Cardinale José Saraiva Martins che lo definì invece «un inno all'eutanasia». Prima che il testo venisse diffuso, Povia ha spiegato di aver chiesto al padre di Eluana il consenso per cantare il brano.
Nel 2011 partecipa a Ballando con le stelle e vince il Premio Confindustria Cultura Italia FIMI, AFI e PMI ai Music Awards. Nello stesso anno pubblica il singolo intitolato E non passi, che anticipa l'album I "bambini" fanno rock. Nel 2013 inizia a manifestare posizioni complottiste; pubblica quindi il singolo Siamo italiani, in cui esplicita posizioni nazionaliste. Nello stesso anno inizia a raccogliere le prenotazioni per un album autoprodotto che verrà pubblicato nel 2016, Nuovo Contrordine Mondiale, nei quali brani il cantautore milanese esprime la sua idea in merito a temi sociali come il debito pubblico, l'euroscetticismo o la legalizzazione delle droghe leggere. Nell'agosto 2013 avvia una polemica contro i rapper italiani, definiti «rappaminkia», e in seguito ad altre esternazioni viene accusato di razzismo.
Nel 2021 pubblica Imperfetto e il singolo Liberi di scegliere.

## Vita privata e posizioni politiche
Originario di Calvairate, è sposato dal 2007 e ha due figlie; vive da molti anni a Firenze. Ha giocato nella categoria Berretti dell'Inter., squadra di cui è grande tifoso. Ha dichiarato di aver avuto problemi di alcolismo e tossicodipendenza e di avere fatto uso di cocaina dai 18 ai 28 anni.
Da sempre vicino a posizioni di destra e cattoliche, dal 2013 il cantautore ha iniziato ad esporsi pubblicamente esplicitando idee euroscettiche e sovraniste. Si è dichiarato più volte simpatizzante di Silvio Berlusconi, di Matteo Salvini, di Riscossa Italia e del Popolo della Famiglia di Mario Adinolfi, mentre ha spesso criticato il Partito Democratico.
Nel 2016 ha incluso nell'album Nuovo Contrordine Mondiale il brano Al Sud, manifestando il proprio sostegno al neoborbonismo. Il video della canzone è stato pubblicato il 17 marzo 2016, 155º anniversario della Proclamazione del Regno d'Italia, e il cantante ha in più occasioni attaccato la figura di Giuseppe Garibaldi durante i suoi concerti. Nello stesso anno viene pubblicato il singolo Era meglio Berlusconi, che conferma gli schieramenti del cantante contro i governi di centro-sinistra.

## Controversie

### La beneficenza al Darfur
Il suo ex manager Angelo Carrara in un'intervista, in cui parlava della rottura di rapporti con Povia, spiegò che nel 2005 Sanremo si era impegnato alla realizzazione di una struttura ospedaliera dal costo di 1 milione di euro. Quei soldi non dovevano venire dal pubblico, era un'iniziativa tutta interna a Sanremo: «Un'autotassazione da parte degli ospiti, di me stesso, della Rai, dei Monopoli, degli sponsor e delle case discografiche» disse Paolo Bonolis. Invece da Sanremo arrivarono solamente 250.000 euro, di cui 50.000 offerti da Bonolis. Da Povia, che si era impegnato pubblicamente a versare «tutti gli incassi della canzone», arrivarono solo 35.000 euro che la Target versò - incalzata da chi aveva già avviato il progetto in Darfur - «quale anticipo in attesa dei rendiconti Siae». Naturalmente si è pensato che Povia non avesse onorato la sua promessa, dato che il totale dei compensi maturati (nel 2005) dalla canzone I bambini fanno "ooh..." ammontavano a 450.000 euro.
Povia ha successivamente replicato dicendo: «Io ho devoluto i ricavati della vendita di un intero anno del singolo I bambini fanno oh e ovviamente si sta parlando della mia percentuale sui diritti, che non è tutto l'incasso del CD come si continua a dire» e «Non mi risulta che gli altri artisti abbiano mai contribuito».

### Posizione conservatrice

#### Polemiche per la canzoneLuca era gay
All'annuncio nel dicembre 2008 del titolo della canzone Luca era gay arrivarono le prime polemiche, per il timore che al festival di Sanremo avrebbe partecipato una canzone anti-scientifica ed omofoba su quelli che il cantante definisce "ex-gay" e a sostegno della conversione dell'orientamento sessuale. A supporto di questa possibilità vi era l'omonimia del Luca della canzone con Luca di Tolve, un "ex-gay" italiano, sostenitore e promotore in Italia della cosiddetta terapia riparativa dello psicologo americano Joseph Nicolosi e un'intervista concessa dal cantante nel 2005 al settimanale Panorama, nella quale affermò di aver trascorso una "fase" omosessuale in gioventù e di aver "convertito" altri due suoi amici, aggiungendo anche le sue convinzioni che l'omosessualità sia indotta dalle esperienze e dalle persone che si frequentano. Nell'agosto 2005 Povia però rettificò quanto detto in una controintervista al sito di GAY.tv riparlando della sua "fase" omosessuale e del suo appoggio alle unioni civili.
Nel periodo precedente il festival le polemiche continuarono, alimentate in parte anche dalla decisione, presa dal cantante insieme alla casa discografica ed al suo ufficio stampa, di secretare il testo della canzone fino alla prima esibizione ufficiale sul palco dell'Ariston: malgrado questa decisione, alcune indiscrezioni trapelano dalla stampa, dalla quale si apprende che il brano effettivamente tratterà di un processo di cambiamento dell'orientamento sessuale, ma non attraverso alcun percorso terapeutico. Le anticipazioni, però, chiariscono già che la storia parlerà anche delle "cause" dell'omosessualità del protagonista della canzone, addebitata ad una madre oppressiva ed un padre assente, nonché all'iniziazione ai rapporti omosessuali da parte di un uomo adulto; cliché abbondantemente presenti nella letteratura psicologica che danno un taglio generalmente patologizzato dell'omosessualità, anche se la canzone contiene il verso «nessuna malattia, nessuna guarigione».
Il titolo del brano e le indiscrezioni di stampa hanno suscitato le proteste dell'Arcigay e delle principali associazioni LGBT, e lo stesso è stato oggetto di un'interrogazione parlamentare presentata all'Unione europea da Vittorio Agnoletto, in quanto presunta violazione della Carta dei diritti fondamentali dell'Unione europea.
Povia si è comunque esibito al Festival, nonostante avesse dichiarato di avere ricevuto anche minacce di morte. La sua partecipazione alla gara è stata accompagnata da numerose manifestazioni di protesta ed inviti al boicottaggio. Il cantante ha accompagnato le esecuzioni con l'esibizione di cartelli in risposta alle contestazioni, e nella rivisitazione del brano sono comparsi sul palco due attori mascherati da coppia di sposi e delle vignette che illustravano alcuni versi del brano.
Durante la puntata n. 133 di Striscia la notizia del 24 febbraio 2009 è stato trasmesso un servizio di repertorio del 2007, nel quale un certo Luca dichiarava di avere mutato gusti sessuali dopo essere stato ospite di un percorso denominato Arkeon, e le immagini si alternavano con l'esecuzione della canzone di Povia, ipotizzando che il Luca cui si riferisce il testo fosse stato suggerito al cantante proprio dal datato servizio della trasmissione satirica.
Il giorno seguente, ospite di Caterina Balivo alla trasmissione di Rai 1 Festa italiana, il cantautore ha affermato, in risposta a questo servizio, di avere conosciuto nel 2004, su un treno diretto da Roma a Milano, il personaggio a cui si è ispirato, che in realtà non si chiama Luca, ed in seguito all'ascolto del brano gli avrebbe scritto una lettera, che Povia ha letto nell'occasione. In un'intervista al quotidiano on line mentelocale.it ha poi rivelato che il vero nome di Luca sarebbe in realtà Massimiliano.

#### La campagna "no gender"
In diverse occasioni la cronaca si è occupata delle sue affermazioni contro i diritti LGBT. Ha dichiarato anche di essere stato ostracizzato dalla musica italiana per aver cantato Luca era gay. Dal 2016 ha trasformato i concerti in conferenze no gender relative all'ideologia gender.

#### Polemiche riguardanti affermazioni pubbliche
Il 6 maggio 2020, nel corso di un'intervista nel programma Vieni da me condotto da Caterina Balivo, il cantautore dichiara «Amo fare le pulizie, sono un gay mancato» quando gli viene chiesto come trascorresse il confinamento attuato in Italia per contenere la pandemia di COVID-19. La conduttrice e la Rai hanno preso le distanze dall'affermazione rilasciata, non dando possibilità a future interviste nei programmi della rete.

### Posizioni pseudoscientifiche

#### Scie chimiche
Sono state attribuite a Povia dichiarazioni a sostegno dell'esistenza delle scie chimiche e della loro presunta pericolosità. Il cantante ha smentito categoricamente di credere nelle scie chimiche.

#### Terremoti
Povia propose, in più occasioni, una teoria pseudoscientifica per spiegare il perché avvengano i terremoti. La teoria in questione asserisce che il gran numero di persone presenti sulla terra (7 miliardi) possano produrre dei terremoti con il loro movimento. Ma è stato dimostrato più volte, scientificamente, che anche se tutte le persone sul pianeta venissero raggruppate assieme, ciò non porterebbe ad alcun evento sismico, dato che il peso totale sarebbe distribuito su una superficie troppo estesa per causare un sisma. Nonostante ciò, l'artista ha dichiarato che la sua affermazione era solo una battuta e quindi non doveva essere presa sul serio.

#### Vaccini
Povia ha espresso più volte posizioni antiscientifiche nei confronti dei vaccini e, oltre a credere nella correlazione tra vaccini e autismo (erroneamente da lui descritto come "danno cerebrale"), ne giustifica l'uso solo in caso di emergenze sociali come (a suo dire) l'immigrazione di massa o il cibo scadente.
Lo stesso Povia ha appoggiato il movimento free vax. Nel 2021 durante la pandemia COVID-19 Povia ha criticato l'obbligo vaccinale e il Green Pass, scrivendo su questi temi la canzone Liberi di scegliere.

### Posizioni più controverse

#### Dichiarazioni anti-immigrazione
Nel maggio 2013, Povia ha criticato Cécile Kyenge su Facebook affermando che «se si prendono a cuore i problemi degli extracomunitari dandogli la precedenza in una nazione come la nostra Italia, allora anche a me dà fastidio. L'Italia va gestita da italiani. [...] Se si continua così l'Italia andrà in mano ai cinesi».
Nel luglio del 2017, Povia ha elogiato il lancio di una molotov contro un hotel ai danni dell'imprenditore italiano Valerio Ponchiardi reo di avere ospitato 35 profughi, definendo l'azione un atto patriottico.

### Siamo Italiani Tour
Nella prima metà del 2015, Povia inizia il suo "Siamo Italiani Tour", che parte dal Meridione risalendo la penisola. Il nome della tournée inizialmente è colorato con i colori nazionali di verde, bianco e rosso, successivamente però viene modificato in giallo e rosso ed arricchito del simbolo reale dei Borbone. Nelle sue dichiarazioni sul suo profilo ufficiale di Facebook, Povia conferma più volte il cambio di pensiero, ora avverso all'Italia unita.

### Parodie
Una caricatura del cantante è stata realizzata da Andrea Di Marco nella trasmissione Mai dire Grande Fratello (2009). A Sanremo 2009 Elio e le Storie Tese ha parodiato il brano Luca era gay, polemizzando anche con la vicenda del Darfur e le esternazioni di Povia sulle sue esperienze omosessuali.

## Musicisti di supporto
- Stefano Ruscica - batteria
- Peppe Mandolfo - chitarra
- Pierpaolo Latina - pianoforte
- Corrado Giardina - basso
- Anna Magno - voce e violino

## Discografia
- 2005 – Evviva i pazzi... che hanno capito cos'è l'amore
- 2006 – I bambini fanno "ooh..." la storia continua...
- 2007 – La storia continua... la tavola rotonda
- 2008 – Uniti (Povia-Baccini)
- 2009 – Centravanti di mestiere
- 2009 – Non basta un sorriso
- 2010 – Scacco matto
- 2011 – Il mondo è di tutti
- 2012 – I "bambini" fanno rock
- 2016 – Nuovo Contrordine Mondiale
- 2021 – Imperfetto

## Premi e Riconoscimenti
- 2003 Premio Musicultura per la canzone Mia sorella
- 2005 Premio Mei "etichette indipendenti"
- 2005 Premio Lunezia nuove stelle 2005
- 2006 Primo premio al Festival della Canzone Italiana
- 2007 Premio "Lira Battistiana” in memoria di Lucio Battisti
- 2007 Premio “Pigro” in memoria di Ivan Graziani
- 2008 Leone d'argento alla carriera per la musica
- 2009 Premio Sala Stampa RadioTv al Festival della Canzone Italiana
- 2009 Premio Mogol per il testo della canzone Luca era gay[84]
- 2011 Music Awards - Premio Confindustria Cultura Italia FIMI, AFI e PMI
- 2011 Targa nella Strada del Festival di Sanremo in Via Matteotti a Sanremo, per il brano Vorrei avere il becco
- 2016 Premio Due Sicilie ″Cantautore completo″ per il brano Al Sud
- 2017 Premio Internazionale ″Falcone−Borsellino″
- 2018 Premio "Penisola Sorrentina" per la Comunicazione dei temi sociali
- 2018 Premio "Artista dell’anno” Uil-Unsa per impegno sociale
- 2018 Premio Due Sicilie “Arte, Libertà e Coraggio in Musica” dalle Altezze Reali Carlo e Camilla di Borbone
- 2021 Premio "Malafemmena" riconosciuto ufficialmente dalla famiglia di Totò
- 2022 Premio "Alberto Sordi" come "Cantautore politicamente scorretto"
- 2022 Premio "Canzone Veneziana" per il brano Serenissima
- 2023 Premio "Amira" con il brano Cameriere

## Brani presentati al Festival di Sanremo
- 2005 - I bambini fanno "ooh..." - presentata fuori concorso[85]
- 2006 - Vorrei avere il becco - 1ª classificata nella categoria "Uomini" e 1ª classificata nella finale[86]
- 2009 - Luca era gay - 2ª classificata tra gli "Artisti"[87]
- 2010 - La verità - classificata in fase finale al 10º posto tra i "Big"[88]